# Taïr Salakhov
 (novembre 2018).
Si vous disposez d'ouvrages ou d'articles de référence ou si vous connaissez des sites web de qualité traitant du thème abordé ici, merci de compléter l'article en donnant les références utiles à sa vérifiabilité et en les liant à la section « Notes et références ».
Taïr Salakhov (en azéri : Tahir Teymur oğlu Salahov), né le 29 novembre 1928 à Bakou et mort le 21 mai 2021 à Berlin, est un peintre soviétique, azerbaïdjanais et russe, artiste de théâtre, enseignant et professeur. 

## Biographie
Taïr Salakhov est né le 29 novembre 1928 à Bakou dans la famille du fonctionnaire Teymour Salakhov (né en 1898) et sa femme Sona (née en 1901). En 1937, son père fut arrêté et exécuté, mais c’est seulement en 1956 qu’on a retiré toutes les accusations vu « l’absence d'éléments constitutifs d'une infraction ». Dans une interview au journal Kommersant Taïr Salakhov a raconté :
« Mon père avait été arrêté le 29 septembre 1937, je m’en souviens très bien, je n’avais que 9 ans. Il était le Secrétaire général du comité régional du parti communiste de Latchin. Le 4 juillet 1938, après la réunion de tiers — j’ai le dossier de mon père, il y en a quatre articles épouvantes[Quoi ?] contre lui — on l’a condamné à mort. Nous l’avons appris en 1956 après sa réhabilitation. Tout cela nous a marqués, ses cinq enfants. Nous ne croyions pas que notre père ait commis quelque chose de mal, tout ce que nous voulions, c’était racheter le nom de notre père et de notre mère » .
Il se souvenait d'autres détails :
« Notre mère a élevé seule ses cinq enfants. Pendant vingt ans, personne n’est entré dans notre maison, tout le monde avait peur puisque c’était la famille d'un ennemi de l’État. Personne ne nous serrait la main, nous avons grandi dans l'isolement. Je me rappelle comment notre père mettait un rouble sous l’encrier et disait : « Alors qui va le mieux dessiner Chapaïev aujourd’hui ? Et pendant qu’il dormait, nous essayions de le faire. Je crois que ce sont ces mêmes petits concours qui nous ont poussés à devenir peintres. J’ai un tableau, le portrait de ma mère. Elle est devant un agave, mais ce ne sont pas des feuilles derrière elle, ce sont nous – ses enfants ! ... ».
En 1950, Salakhov a terminé ses études à l’Académie de Beaux-Arts A. Azimzada, mais la ligne « fils d'un ennemi de l’État » dans son diplôme l'a empêché d’entrer à l’Institut de peinture, sculpture et architecture I.E. Repine. Malgré cela, en 1957 il a terminé ses études à  l’Institut de Peinture V.I. Sourikov (atelier de P.D.Pokajevski) en tant qu’artiste-peintre.
Il est membre du Parti Communiste depuis 1964.
De 1963 à 1974, Taïr Salakhov enseigna au sein de l’Université d’État d’Azerbaïdjan M.Aliyev et à partir de 1975, à l’Institut de Peinture de Moscou V.I.Sourikov (en tant qu’associé et dès 1973 en tant qu’un professeur),.
Ses premières œuvres sont réalisées pendant ses études à l’Académie et à l’Institut (« Vagues », « Estacade » en 1955).  Elles ont tout de suite attiré l’attention des spectateurs et spécialistes. Il devient vite l’un des plus grands peintres soviétiques de la période du « dégel » et l’un des fondateurs du soi-disant « style sévère » de peinture, qui représente alors un défi au réalisme de période stalinien.
Taïr Salakhov contribue à la réalisation des travaux de restauration dans le temple de Christ-Rédempteur[réf. nécessaire], en travaillant dans le Conseil de l’Académie des Beaux-Arts de la Russie, en supervisant ce projet. Certaines peintures murales importantes sont exécutées par les étudiants de Salakhov. Grâce aux efforts de l’artiste, des expositions des peintres étrangers connus tels comme F. Bacon, G. Yukker, J. Rosenkvist, R. Rauschenberg, J. Kunellis, R. Tamaïo, etc., sont organisées en Russie.
Taïr Salakhov travaille en tant que Secrétaire Général au sein de Conseil des Peintres d’Azerbaïdjan (1960—1961). Il enseigne à l’Institut d’État des Arts M.A. ALiyev (1963—1974).
En 1984-1992, Salakhov est chef de la chaire de la peinture et de la composition à l’Institut de Peinture V.I.Sourikov. Il élève la pléiade entière des peintres connus[Quoi ?]. Il exerce la fonction de premier secrétaire du conseil d'administration de Conseil des Peintres de l'URSS (1973—1992).
En 1979, il est l'académicien-secrétaire de la branche de la peinture et membre du présidium de l’Académie de peinture de Russie (jusqu'à mai 1992 — AP de l'URSS). En 1997 il en est élu vice-président.
Dès 1992, il est vice-président de la Fédération internationale des peintres (IFA).

### Famille
- Première épouse — Vantsetta Moukhit Khanoum, peintre, fille de l'artiste nationale de l'URSS Tamara Khanum et du baryton Mouhitdin Qoriyoqoubov. Ils ont trois enfants et un petit-fils :
  - Salakhova, Lara Taïr (née en 1949) — fille.
  - Salakhova, Alagez Taïr (née en 1953) — fille, ancienne femme de Konstantin Raikin.
  - Salakhova, Ajdan Taïrovna (née en 1964) — fille, peintre, académicienne APR.
  - Kajkhan Salakhov (né en 1993) — petit-fils, peintre, architecte et sculpteur.
- Deuxième épouse — le Barbare[Quoi ?] Alexandr Salakhova, soliste de l'Ensemble d'État d'Igor Moiseev. Ils ont un enfant :
  - Salakhov, Ivan Taïrovitch (né en 1977) — fils, restaurateur de peinture, travaille dans la galerie d'État Tretyakovsky.

### Responsabilités
- Membre du Présidium de l'Académie des Beaux-Arts de l'URSS dès 1979, vice-président de l'Académie des Beaux-Arts de Russie depuis 1997.
- Académicien de l'Académie des Beaux-Arts (1975 ; membre-correspondant, 1966). Artiste national de l’URSS (1973). Héros du travail socialiste (1989). Lauréat du prix d'État de l'URSS (1968) et du prix d'État de la fédération de Russie (2012). Membre du Parti communiste de l'Union Soviétique dès 1964.
- Député du Soviet Suprême de l'URSS (1966—1974). Député du Soviet Suprême Azerbaïdjanais RS (1963—1967). Membre du Comité Central du PCUS à 1990—1991.

## Œuvres
L’ensemble des œuvres consacrées aux pétroliers azerbaïdjanais occupe la place prépondérante dans la créativité du peintre. Parmi les tableaux les plus connus de Salakhov on peut citer « Échelon matinal » (1958), « Réparateurs » (1960), « Au-dessus de la Caspienne » (1961), « Femmes d’Absheron » (1967), « Le matin sur la Caspienne » (1986), etc. Sa galerie des portraits y compris les tableaux comme « Aïdan » (1967), les portraits de la mère, « Le portrait de Dana » (1983), ainsi que la galerie des personnalités connues parmi lesquelles :
- les compositeurs Chostakovitch, Gara Garayev, F.M.D.Amirov,
- le peintre R. Rauschenberg,
- l’acteur M. Chella,
- les écrivains Mirza Alakbar Sabir, Rasoul Rza, G. Gesse, Maksoud Ibragimbekov,
- le violoniste M.L.Rostropovich, etc.

Salakhov est aussi reconnu pour ses nature mortes et ses paysages de l’Absheron, les décorations pour les spectacles, les œuvres créées aux États-Unis, en Italie, au Mexique (La corrida mexicaine, 1969) et dans d'autres pays.
Les tableaux de Salakhov sont exposés dans les plus grands musées de Russie, d'Azerbaïdjan, d'Ukraine et d'autres pays ex-soviétiques. Ils sont conservés dans les collections privées et de musées partout dans le monde. À partir des années 1950, il participe régulièrement aux expositions artistiques nationales et internationales. Ses expositions personnelles ont lieu à Bakou et à Moscou, ainsi que dans plusieurs autres villes du monde.
Les tableaux se trouvent dans les collections de :
- GT, Moscou.
- le musée russe, Saint-Pétersbourg.
- l'Institut de l'Art réaliste russe, Moscou.
- le musée de l'art moderne, Moscou.
- le musée d'État de l'Art des peuples de l'Est, Moscou.
- le musée de l'Art actuel ART4.RU, Moscou.
- le musée national des arts de l'Azerbaïdjan, Bakou, Azerbaïdjan.
- le musée de l'Art russe, Taïwan.